# Пикколомини, Джакомо
Джакомо Пикколомини (итал. Giacomo Piccolomini; 31 июля 1795, Сиена, Великое герцогство Тосканское — 17 августа 1867, там же) — итальянский кардинал. Кардинал in pectore с 22 июля 1844 по 24 ноября 1845. Кардинал-священник с 24 ноября 1845, с титулом церкви Санта-Бальбина с 19 января 1846 по 4 октября 1847. Кардинал-священник с титулом церкви Сан-Марко с 4 октября 1847.